# Suzzy Williams
Suzzy Williams fue una actriz de cine y televisión ghanesa. 

## Biografía
Asistió a la escuela secundaria Tema, donde fue miembro del grupo de teatro y cantó en programas de entretenimiento.
Protagonizó películas como Bloody Mary, Calamity, The Comforter y Mother's Heart. Su carrera como actriz se inició a través de la exitosa película africana Together Forever, con guion de la productora y guionista ghanesa radicada en Estados Unidos, Leila Djansi.

## Filmografía seleccionada
- The Sisterhood,
- Fresh Trouble
- Ugly Side of Beauty
- War for War
- Together Forever
- Sun-city
- A Touch of Love
- The Comforter
- The Chosen One
- Lover Boy In Ghana
- Official Prostitute
- Yaa Asantewaa

## Muerte
Williams falleció en un accidente automovilístico en Labadi, Acra, a la edad de 23 años. El accidente ocurrió en la carretera La-Nungua el 8 de septiembre de 2005 alrededor de la 1:30 a. m.. Suzzy viajaba en el auto junto a su pareja. El Fondo Conmemorativo Suzzy Williams se creó en su memoria para ayudar a las víctimas de accidentes de tráfico.